# 野村靖 (政治家)
野村 靖（のむら やすし、1931年（昭和6年）10月1日 - 2017年（平成29年）5月22日）は、日本の政治家。阿南市長。徳島県阿南市出身。徳島県立新野高等学校卒業。

## 経歴
1950年、徳島県立新野高等学校卒業。1952年、旧福井村役場奉職に就任。1955年、旧橘町事務吏、1958年、阿南市事務吏に就任。その後、同市の建設部長・総務部長・企業局長を経て1986年に同市助役に就任。
1987年、阿南市長選に当選し2003年まで4期を務める。また、徳島県市町村職員共済組合理事長・徳島県河川協会会長などを歴任。